# Система мира
«Система мира» (англ. The System of the World) — исторический роман с элементами фантастики американского писателя Нила Стивенсона, впервые опубликованный в 2004 году, третий том «Барочного цикла». В 2005 году роман вместе со вторым томом «Барочного цикла», «Смешенье», получил премию «Локус».

## Сюжет
Действие «Системы мира» происходит в начале XVIII века в Европе и Северной Америке. В числе героев романа Исаак Ньютон, Роберт Гук, Лейбниц. Вымышленный персонаж Дэниел Уотерхаус приезжает в Англию из Бостона, чтобы разрешить спор между Ньютоном и Лейбницем о том, кто из них изобрёл математический анализ. Джек Шафто пытается ограбить Лондонский Тауэр, его возлюбленная Элиза помогает принцессе Каролине Ганноверской, жизнь которой оказывается под угрозой из-за интриг вокруг наследства королевы Анны. Всё это происходит на фоне борьбы за власть вигов и тори.
Ньютон умирает от тифа, но его на время возвращают к жизни с помощью философского камня. Джек признаётся в своих преступлениях (в первую очередь в чеканке фальшивой монеты), но зрители не дают его повесить. В итоге Джек и Элиза мирно доживают свои дни при дворе Людовика XIV.

## Оценки
Один из рецензентов констатировал, что Стивенсон в «Системе мира» использует элементы романов исторического, сатирического, эпистолярного и многих других, создавая «научно-фантастический эпос». Обозреватель «Мира фантастики» пишет о «Системе мира» как о «сложном, многогранном тексте», который заметно отличается от предыдущих частей «Барочного цикла»: действие происходит большей частью в одно время и в одном месте (в Лондоне 1714 года), темп повествования убыстряется, в книге больше юмора и меньше теоретических экскурсов. При этом Лондон становится своеобразным персонажем романа, играющим важную роль в сюжете, а существовавшие в реальности деятели (в частности, Ньютон) изображены в соответствии с данными исторической науки.
В 2005 году «Система мира» вместе с предыдущей частью «Барочного цикла», «Смешенье», получила премию «Локус». Она была удостоена премии «Прометей» и номинирована на премию Артура Кларка.